# Cmentarz parafialny w Zerzniu
Cmentarz parafialny w Zerzniu – rzymskokatolicki cmentarz położony w Warszawie na terenie osiedla Zerzeń w dzielnicy Wawer. Znajduje się przy ulicy Cylichowskiej.

## Historia
Cmentarz założony został w roku 1880 z inicjatywy ks. Aleksandra Kubina. Do obecnych rozmiarów został on powiększony prawdopodobnie na przełomie XIX i XX wieku. W latach 20. XX wieku rozpoczęto grodzenie cmentarza. Jesienią 1939 z inicjatywy Izydora Królaka zawiązał się Tajny Komitet Opieki Nad Grobami Poległych, który przeprowadził prace ekshumacyjne na okolicznych polach i pochował na cmentarzu poległych w dniach 19-20 września żołnierzy 13 Dywizji Piechoty. Na ich mogile postawiono jeszcze w czasie wojny pomnik według projektu ukrywającego się przed Niemcami Seweryna Nirnsztejna i Wiesława Charasiewicza. Rzeźbę orła wieńczącą pomnik wykonał wawerski plastyk Wacław Piotrowski. 1 sierpnia 1944 koncentrujących się na cmentarzu żołnierzy AK aresztowali Niemcy, przy czym dwóch spośród nich na miejscu zastrzelono. Na cmentarzu spoczywają także żołnierze 1 Dywizji Piechoty im. Tadeusza Kościuszki. Obecne ogrodzenie wybudowane zostało w roku 1957.

## Pochowani
- Jan Bańkowski (1919–1997) – architekt
- Szczepan Bochenek (1868–1939) – polityk, poseł na Sejm Ustawodawczy 1919–1922, członek Związku Ludowo-Narodowego
- Helena Grossówna (1904–1994) – aktorka
- Zbigniew Juzala (1946–2015) – architekt
- Franciszek Koprowski (1895–1967) – olimpijczyk, ppłk AK, komendant szkoły cichociemnych, weteran I i II wojny światowej
- Stanisław Królak (1931–2009) − kolarz, pierwszy polski zwycięzca Wyścigu Pokoju w 1956 roku[3]
- Józef Kuśmierek (1927–1992) – dziennikarz, reportażysta